# 石井久継
石井 久継（いしい ひさつぐ、2005年7月7日 - ）は、岡山県倉敷市出身のプロサッカー選手。Jリーグ・湘南ベルマーレ所属。ポジションはフォワード（FW）。

## 来歴

### クラブ
福山ローザスセレソンから湘南ベルマーレU-15、U-18に進んだのち、高校2年次の2022年8月にトップチームに2種登録された。翌2023年2月に2種登録および翌2024年からのトップチーム昇格が発表された。同年4月5日に行われたルヴァンカップ・清水エスパルス戦で途中出場しトップチーム初出場を記録した。5月20日にはJ1リーグ・セレッソ大阪戦で途中出場し、Jリーグ初出場も記録した。また、7月12日に行われた天皇杯・ファジアーノ岡山戦では、地元岡山でプロ初ゴールを決めた。翌2024年7月6日、J1リーグ・浦和レッズ戦でJリーグ初ゴールを記録。

## エピソード
7歳時、応援していたチームは負け泣いているところを見掛けた対戦相手の横浜FCに所属していた三浦知良に、サインをもらっている。後にTV番組でも2度共演を果たし、2025年2月9日の番組では自主トレに参加し、近くで三浦知良の練習を見ると、練習中でも一回一回細かい部分を修正をしている語った。

## 所属クラブ
- 福山ローザスセレソン (倉敷市立葦高小学校)
- 2018年 - 2020年 湘南ベルマーレU-15 (平塚市立江陽中学校)
- 2021年 - 2023年 湘南ベルマーレU-18 (神奈川県立高浜高等学校)
  - 2022年8月 - 2023年  湘南ベルマーレ (2種登録選手)
- 2024年 -  湘南ベルマーレ

## 個人成績
| 国内大会個人成績 | 国内大会個人成績 | 国内大会個人成績 | 国内大会個人成績 | 国内大会個人成績 | 国内大会個人成績 | 国内大会個人成績 | 国内大会個人成績 | 国内大会個人成績 | 国内大会個人成績 | 国内大会個人成績 | 国内大会個人成績 |
| 年度             | クラブ           | 背番号           | リーグ           | リーグ戦         | リーグ戦         | リーグ杯         | リーグ杯         | オープン杯       | オープン杯       | 期間通算         | 期間通算         |
| 年度             | クラブ           | 背番号           | リーグ           | 出場             | 得点             | 出場             | 得点             | 出場             | 得点             | 出場             | 得点             |
| 日本             | 日本             | 日本             | 日本             | リーグ戦         | リーグ戦         | リーグ杯         | リーグ杯         | 天皇杯           | 天皇杯           | 期間通算         | 期間通算         |
| ---------------- | ---------------- | ---------------- | ---------------- | ---------------- | ---------------- | ---------------- | ---------------- | ---------------- | ---------------- | ---------------- | ---------------- |
| 2023             | 湘南             | 37               | J1               | 4                | 0                | 2                | 0                | 2                | 1                | 8                | 1                |
| 2024             | 湘南             | 77               | J1               | 14               | 1                | 1                | 0                | 1                | 0                | 16               | 1                |
| 2025             | 湘南             | 77               | J1               |                  |                  |                  |                  |                  |                  |                  |                  |
| 通算             | 日本             | 日本             | J1               | 18               | 1                | 3                | 0                | 3                | 1                | 24               | 2                |
| 総通算           | 総通算           | 総通算           | 総通算           | 18               | 1                | 3                | 0                | 3                | 1                | 24               | 2                |

- 2022年、2023年は2種登録選手（2022年は出場なし）

出場歴
- 公式戦初出場：2023年4月5日 ルヴァンカップ グループステージ第3節 vs清水エスパルス戦 (レモンガススタジアム平塚)
- 公式戦初得点：2023年7月12日　第103回天皇杯 3回戦 vsファジアーノ岡山戦（シティライトスタジアム）
- Jリーグ初出場：2023年5月20日 J1第14節 vsセレッソ大阪戦 (レモンガススタジアム平塚)
- Jリーグ初得点：2024年7月6日 J1第22節 vs浦和レッドダイヤモンズ戦 (駒場)

## 代表歴
- 2020年  U-15日本代表
- 2021年  U-16日本代表
- 2022年  U-17日本代表
- 2023年  U-19日本代表
- 2024年  U-19日本代表
- 2025年  U-20日本代表（AFC U20アジアカップ2025）[4]